# فهرست فرودگاه‌های غنا
این مقاله فهرست فرودگاه‌های غنا است که بر پایهٔ مکان قرارگیری آن‌ها مرتب شده است.

## فهرست
| مکان            | کد فرودگاهی ایکائو | کد فرودگاهی یاتا | نام فرودگاه              |
| --------------- | ------------------ | ---------------- | ------------------------ |
| آکرا            | DGAA               | ACC              | فرودگاه بین‌المللی کوتوکا |
| گوماسی          | DGSI               | KMS              | فرودگاه کوماسی           |
| Navrongo        | DGLN               | &nbsp;           | فرودگاه ناورونگو         |
| سکوندی-تاکورادی | DGTK               | TKD              | فرودگاه تاکورادی         |
| Sunyani         | DGSN               | NYI              | فرودگاه سانیانی          |
| Tamale          | DGLE               | TML              | فرودگاه تامال            |
| Wa              | DGLW               | &nbsp;           | فرودگاه وا               |
| Yendi           | DGLY               | &nbsp;           | فرودگاه ایندی            |